# (5422) Hodgkin
(5422) Hodgkin es un asteroide perteneciente al cinturón de asteroides, descubierto el 23 de diciembre de 1982 por Liudmila Karachkina desde el Observatorio Astrofísico de Crimea (República de Crimea).

## Designación y nombre
Designado provisionalmente como 1982 YL1. Fue nombrado Hodgkin en honor a la química y bioquímica inglesa Dorothy Crowfoot Hodgkin, ganadora del Premio Nobel en 1964.

## Características orbitales
Hodgkin está situado a una distancia media del Sol de 2,969 ua, pudiendo alejarse hasta 3,685 ua y acercarse hasta 2,254 ua. Su excentricidad es 0,240 y la inclinación orbital 6,614 grados. Emplea 1869,48 días en completar una órbita alrededor del Sol.

## Características físicas
La magnitud absoluta de Hodgkin es 12,6. Tiene 16,336 km de diámetro y su albedo se estima en 0,066. 